# Tobis and his Gauchos
Tobis and his Gauchos var en svensk trio bildad 1938, specialiserad på latinamerikansk musik. 
Initiativet till bildandet togs av gitarristen Torvald "Tobis" Tollgren, och trions övriga "gauchos"  var dragspelaren Walle Söderlund och Alf Alfer, violinist och sångare.
Trions verksamhet beskrivs av en källa: "det blev radio, grammofon, folkparkerna (lördagar och söndagar), Wally-revyn, Chinavaritén, Bäckahästen och Bellmansro. Det blev också en hel del lyxengagemang hos det Stockholm som ville synas."
Ett flertal grammofoninspelningar, främst på skivmärket Odeon, gjordes under de tolv år trion verkade, ibland förstärkt med piano och trummor.

## Filmografi
Gruppen förekommer i tre svenska filmer.
- Nya melodier  (1946)
- Puck heter jag (1951)
- Tobis och hans gauchos (1954) på Filmarkivet.se